# Leptobarbus
Genre
Leptobarbus est un genre de poissons téléostéens de la famille des Cyprinidae et de l'ordre des Cypriniformes. Leptobarbus est originaire d’habitats d'eau douce en Asie du Sud-Est. Ce sont également des poissons destinés à l’alimentation humaine en grande quantité.

## Liste des espèces
Selon FishBase (20 novembre 2016):
- Leptobarbus hoevenii (Bleeker, 1851)
- Leptobarbus hosii (Regan, 1906)
- Leptobarbus melanopterus Weber & de Beaufort, 1916
- Leptobarbus melanotaenia Boulenger, 1894
- Leptobarbus rubripinna (Fowler, 1937)

## Galerie

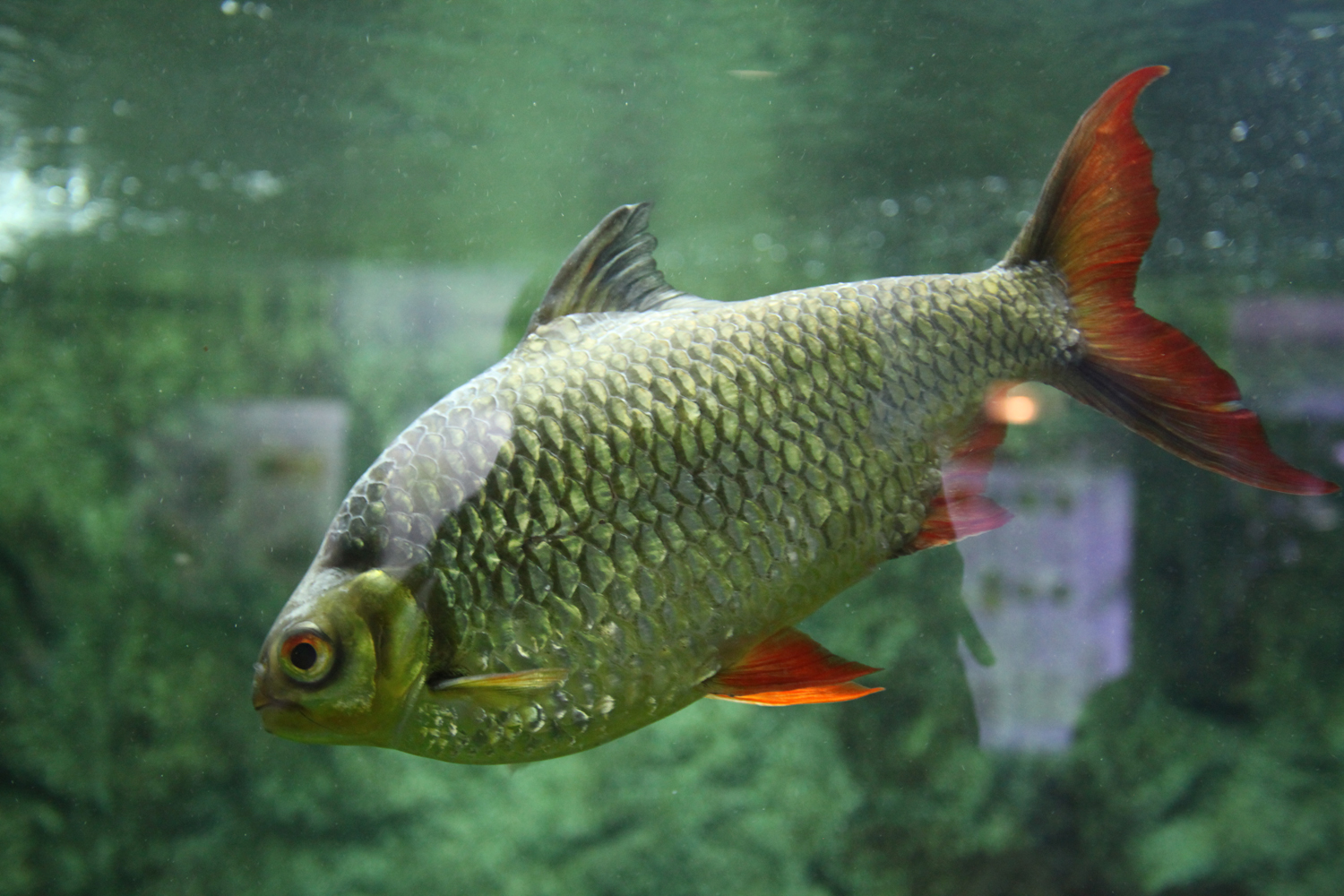
Leptobarbus hoevenii
Répartition géographique de Leptobarbus hosii